# Laberinto (película de 1969)
 Laberinto  es una película de 1969 filmada en colores coproducción de Argentina, España, Italia y Alemania dirigida por Nino Zanchin según el guion de José Gutiérrez Maesso, Juan Cerabea, Sergio Donati, Pietro Cantella y Mario Rossi según el argumento de Pietro Cantella  y que tuvo como protagonistas principales a Laurence Harvey y Ann-Margret.
Fue filmada en Beirut, en el Líbano y tuvo los títulos alternativos de El crimen también juega, Rebus y Heißes Spiel für harte Männer.

## Sinopsis
Un experto internacional es contratado por un casino para investigar una estafa cometida con una bolilla controlada a distancia.

## Reparto
Participaron del filme los siguientes intérpretes:
- Laurence Harvey	...	Jeff Miller
- Ann-Margret 	...	Cantante
- Ivan Desny	...	Guinness
- José Calvo	...	Benson
- Camilla Horn	...	Evelyn Brown
- Jan Hendriks
- Andrea Bosic	...	Gerente del Casino
- Alberto de Mendoza	...Capitán de policía
- Luis Dávila
- Milo Quesada
- Luis Morris
- Lisa Halvorsen

## Comentarios
La Nación opinó:

”La escasez de elementos e juicio es el rasgo distintivo de la película…todo resulta sorpresivo…incoherente y falto de verosimilitud de personajes y situaciones.”

El Cronista Comercial dijo:

”No va más allá de ser un entretenimiento muy modesto.”

Mayoría opinó:

”De esta conjunción de banderas y voluntades sólo resultó un policial más.”